# Anthipes monileger
Az Anthipes monileger a madarak osztályának verébalakúak (Passeriformes) rendjéhez és a  légykapófélék (Muscicapidae) családjához tartozó faj.

## Rendszerezése
A fajt Brian Houghton Hodgson angol ornitológus írta le 1845-ben, a Dimorpha nembe Dimorpha monileger néven. Sorolták a Ficedula nembe Ficedula monileger néven is.

## Alfajai
- Anthipes monileger monileger (Hodgson, 1845) - a Himalája középső és keleti része (Nepál, Bhután és India északi része)
- Anthipes monileger leucops (Sharpe, 1888) - India északkeleti államai, Banglades, Mianmar északi és középső része, Thaiföld északi része, Laosz, Vietnám északi része és Délnyugat-Kína
- Anthipes monileger gularis (Blyth, 1847) - Arakan tartomány (Mianmar délnyugati része) [2]

## Előfordulása
Dél- és Délkelet-Ázsiában, Banglades, Bhután, Kína, India, Laosz, Mianmar, Nepál, Thaiföld és Vietnám területén honos. Természetes élőhelyei a szubtrópusi vagy trópusi síkvidéki és hegyi esőerdők, valamint cserjések. Magassági vonuló.

## Megjelenése
Testhossza 13 centiméter.
|  |

## Természetvédelmi helyzete
Az elterjedési területe rendkívül nagy, egyedszáma pedig stabil. A Természetvédelmi Világszövetség Vörös listáján nem fenyegetett fajként szerepel.